# Diane Ladd
Diane Ladd, nom artístic de Roses Dianes Ladner (Meridian, 29 novembre 1935), és una actriu estatunidenca activa en el camp cinematogràfic, televisiu i teatral. Filla de l'actriu Mary Lanier, dona de Bruce Dern i mare de l'actriu Laura Dern, en el curs de la seva carrera ha rebut tres candidatures pel Oscar a la millor actriu secundària per la pel·lícula Alícia ja no viu aquí (1974), Cor salvatge (1990) i El preu de l'ambició (1991). Ha guanyat un Globus d'Or, un Premi BAFTA i un Independent Spirit.

## Biografia

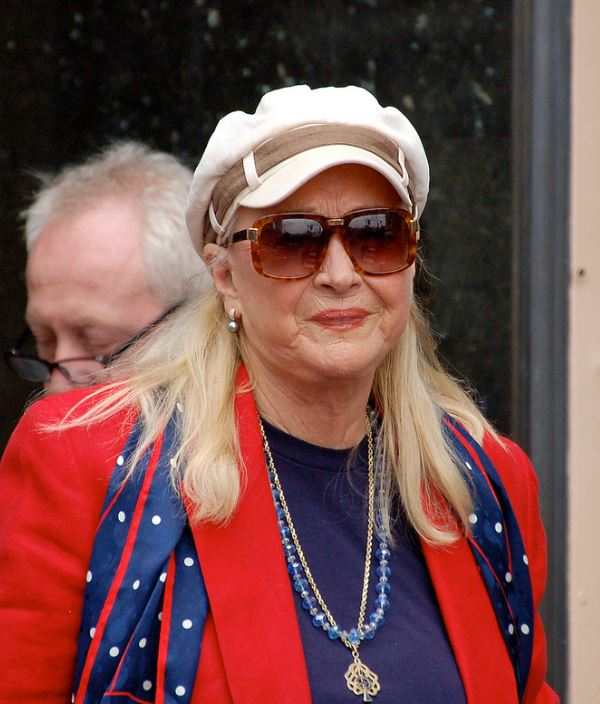
Diane Ladd el 2013 al Hollywood Walk of Fame el l'homenatge a Olympia Dukakis

Nascuda el 1935, és filla única de l'actriu Mary Lanier i del veterinari Preston Paul Ladner.

 El 1975 és candidata a l'Oscar a la millor actriu secundària en Alícia ja no viu aquí, al costat d'Ellen Burstyn. El paper de Flo li fa guanyar el BAFTA a la millor actriu secundària el 1976. El mateix any participa a Chinatown de Roman Polanski. El 1981 guanya un  Globus d'Or per la sèrie de televisió Alice, continuació d' Alícia ja no viu aquí . Obté una altra candidatura a l'Oscar com a actriu secundària el 1991 per Cor salvatge de David Lynch, al costat de la seva filla Laura Dern, tinguda amb l'actor Bruce Dern.
L'any següent actua en El preu de l'ambició, també amb Laura Dern. Ambdues van ser nominades a l'Oscar (respectivament com a actriu protagonista i actriu secundària), resultant ser la primera i única parella mare-filla en ser candidates el mateix any a l'Oscar (i també al Globus d'Or). Amb aquest paper van obtenir el Independent Spirit a la millor actriu secundària el 1992. Ladd i la seva filla han actuat juntes en quatre pel·lícules on han fet realment de mare i filla: a més de Cor salvatge, també en La història de Ruth, Daddy and Them, White Lightning i en una sèrie televisiva, Enlightened, el 2011.

## Vida privada
S'ha casat tres vegades: primer, del 1960 al 1969 amb l'actor Bruce Dern amb qui va tenir dues filles: una nascuda el 1961 i morta ofegada amb 18 mesos i Laura; després del 1969 al 1977 amb William A. Shea, Jr. i des del 1999 està casada amb Robert Charles Hunter.

## Filmografia

### Cinema
- Els àngels de l'infern (The Wild Angels), dirigida per Roger Corman (1966)
- The Reivers (1969)
- White Lightning, dirigida per Joseph Sargent (1973)
- Chinatown, dirigida per Roman Polanski (1974)
- Alícia ja no viu aquí (Alice Doesn't Live Here Anymore), dirigida per Martin Scorsese (1974)
- All Night Long, dirigida per Jean-Claude Tramont (1981)
- Black Widow, dirigida per Bob Rafelson (1987)
- Vacances de Nadal d'una boja família americana (National Christmas Vacation, dirigida per Jeremiah S. Chechik (1989)
- Cor salvatge (Wild at Heart), dirigida per David Lynch (1990)
- El preu de l'ambició (Rambling Roses), dirigida per Martha Coolidge (1991)
- Carnosaur, dirigida per Adam Simon i Darren Moloney (1993)
- The Gift, dirigida per Laura Dern (1994)
- Fantasmes del passat (Ghosts from the Past), dirigida per Rob Reiner (1996)
- Ciutadana Ruth (Citizen Ruth), dirigida per Alexander Payne (1996)
- Primary Colors, dirigida per Mike Nichols (1998)
- 28 dies (28 Days), dirigida per Betty Thomas (2000)
- Can't Be Heaven, dirigida per Richard Friedman (2000)
- We Don't Live Here Anymore, dirigida per John Curran (2004)
- The World's Fastest Indian, dirigida per Roger Donaldson (2005)
- Inland Empire, dirigida per David Lynch (2006)
- Joy, dirigida per David O. Russell (2015)

### Televisió
- Gunsmoke, episodis 10x01, 11x17 i 12x25 (1964-1967) - sèries TV
- Alice (1980-1981) - sèrie TV
- Dr. Quinn, Medicines Woman, episodis 1x01-02 - Dona medicina i 2x11 - El somni de Nadal (1993) - sèrie TV
- Gracie's Choice, dirigida per Peter Werner (2004) - pel·lícula TV
- Kingdom Hospital (2004) - miniserie TV
- E.R. (1 episodi, 2006) - sèrie TV

## Premis i nominacions
- Premis Oscar
  - 1974 - Nominació Oscar a la millor actriu secundària per Alícia ja no viu aquí
  - 1991 - Nominació Oscar a la millor actriu secundària per  Cor salvatge
  - 1992 - Nominació Oscar a la millor actriu secundària per El preu de l'ambició
- Premis Globus d'Or
  - 1975 -Nominació Globus d'Or a la millor actriu secundària per Alícia ja no viu aquí
  - 1981 - Globus d'Or a la millor actriu secundària en sèrie, minisèrie o telefilm per Alice
  - 1991 -Nominació Globus d'Or a la millor actriu secundària per Cor salvatge
  - 1992 - Nominació Globus d'Or a la millor actriu secundària per El preu de l'ambició
- Premis BAFTA
  - 1976 - BAFTA a la millor actriu secundària per Alícia ja no viu aquí